# Baszk ábécé
A baszk ábécé a spanyol ábécéből alakult ki, annak egyszerűsítésével. A teljes baszk ábécé a következő betűket tartalmazza:
Ezzel szemben a baszk nyelv nem használja a c, q, v, w, y betűket, ezért a valódi baszk ábécé a következő:
Nyelvjárásokban továbbá előfordulhat még a dd, dz és tt betűkapcsolat, valamint régies nevekben megtalálható a ç is, de ezek nem részei az ábécének, besorolásuk az alapbetű szerint történik.